# René Boulanger
René Boulanger (Franciaország, Nord, Hautmont, 1895. április 22. – Franciaország, Nord, Hautmont, 1949. augusztus 12.) olimpiai bronzérmes francia tornász.
Ez első világháború után az 1920. évi nyári olimpiai játékokon, mint tornász versenyzett és csapat összetettben bronzérmes lett.